# Castrovillari Calcio
L'A.S.D. Castrovillari Calcio, o più semplicemente Castrovillari, è una società calcistica italiana con sede a Castrovillari, in provincia di Cosenza. Milita nel campionato di Eccellenza, il quinto livello del campionato italiano di calcio.
Fu fondata nel 1921. I colori sociali sono il rosso e il nero.

## Storia
La Polisportiva Castrovillari (comprendeva calcio, ciclismo, pugilato e scherma) venne fondata il 6 marzo 1921 su iniziativa dei fratelli Carlos e Luigi Filpo che tornati in Italia dall’Argentina formarono la prima squadra di calcio . La notizia apparve sulle pagine del giornale locale "La Vedetta". Il primo presidente fu il Col. Felice Bruno Pellegrini il primo allenatore Luigi Filpo e proprio sotto le direttive del col.Pellegrini venne creato il primo campo da gioco della città del Pollino, un terreno ricavato dall'abbattimento delle Casermette, opere militari edificate nei primi anni dieci. In occasione della nascita del sodalizio fu organizzato un torneo al quale presero parte la Fortitudo e la XIX Fanteria di Cosenza e Fanteria Potenza. Successivamente l'attività sportiva si limitò ad incontri amichevoli con rappresentative locali per poi affrontare, sempre in amichevole, l'A.C. Pepe di Milano, impegnata in una tournée nel Sud Italia. All'evento assistettero circa duemila spettatori.
Nel 1934 la società fu riorganizzata sotto il controllo del commissario straordinario Antonio De Biase, che un anno più tardi cedette il testimone a Francesco Galizia. Nel 1943 i campionati furono interrotti a causa degli eventi bellici correlati alla Seconda Guerra Mondiale. L'attività riprese due anni più tardi grazie all'ausilio di Francesco Laudadio, Luigi Marini e Ninì Murino. Il Castrovillari s'iscrisse dunque al suo primo campionato ufficiale, la Prima Divisione Calabria 1945-1946, organizzato su base regionale. Tuttavia, l'euforia fu turbata da un evento funesto. Durante il viaggio verso la città del Pollino, l'autocarro che trasportava il Crotone si ribaltò provocando la morte di Ezio Scida, capitano dei pitagorici. In segno di lutto e di solidarietà la squadra del Castrovillari decise di rinunciare a disputare la partita e i suoi tifosi decisero di pagare di tasca propria i funerali del calciatore.
Nel 1948 venne aggiunto "Libertas" alla tradizionale denominazione. In campionato il Castrovillari vinse il girone A calabrese, tuttavia venne sconfitto agli spareggi per accedere al campionato interregionale di Promozione dal Roccella, vincitore del girone B. Gli ionici per problemi economici dovettero rinunciare all'iscrizione al torneo, venne dunque invitato per meriti sportivi il Castrovillari che tuttavia declinò, per le stesse circostanze, rimanendo nei livelli regionali.
La società fu rilevata da Fausto D'Atri (che rimase in carica per un decennio) dopo un periodo di crisi. Nel campionato regionale di Prima Divisione 1951-1952 la squadra, sotto la guida di Remo Frigerio, arriva terza, conquistando l'accesso al campionato di Promozione. Venne allestita dunque una squadra di livello. Fra i vari acquisti spiccava il nome di Alfredo Diotalevi, vincitore della Coppa Italia 1940-1941 col Venezia. Il campionato venne concluso in quarta posizione. Il Castrovillari rimarrà in Promozione per altre quattro stagioni disputando sempre discreti tornei. Il campionato 1954-1955 viene caratterizzato dalla comminazione di alcuni punti di penalizzazione a causa dell'utilizzo irregolare di un calciatore e per alcuni incidenti causati dal pubblico nelle gare contro il Tropea e il Nicastro, i quali portarono, fra l'altro, alla squalifica del terreno di gioco casalingo per tre turni.
Nel torneo 1955-1956 il Castrovillari allenato da Dario Gay sfiora la vittoria del campionato, sfumata solamente all'ultima giornata a causa della sconfitta contro la Taurianovese, diretta avversaria. La promozione arriverà comunque al termine del successivo torneo, concluso in testa alla classifica a pari punti con la Palmese. Decisivo ai fini del verdetto fu lo spareggio giocato fra le due formazioni allo stadio "Militare" di Catanzaro che vide prevalere i rossoneri col punteggio di 2-1 (reti di Castellano e Tarantino). Nel primo campionato interregionale disputato nella propria storia, il Castrovillari allenato dall'ungherese Mihály Vörös ottenne una tranquilla salvezza classificandosi nono. Nel torneo successivo arrivò invece la retrocessione, anche a causa di una crisi che coinvolse l'intera compagine societaria e che portò alla guida della stessa Francesco Muraca.
La possibilità concreta di un ritorno nei campionati interregionali si ripresentò nella stagione 1963-1964: il Castrovillari, allenato da Politzer prima e da Terzulli poi (a causa della prematura scomparsa del tecnico ungherese) giunse in testa alla classifica a pari punti con l'Morrone Cosenza e il Trebisacce venne estromesso dagli spareggi a causa di un illecito che coinvolse la Rossanese. Nel campionato successivo venne nuovamente condotto un torneo di vertice e per decretare la formazione promossa in IV Serie fu necessario uno spareggio fra le prime due dei rispettivi gironi, dunque Castrovillari e Palmese. All'andata prevalsero i cosentini (1-0), al ritorno i reggini (2-0). La gara decisiva sul neutro di Nicastro fu vinto dalla Palmese (3-2) e fu caratterizzato da violenti incidenti fra le due tifoserie.
La promozione arrivò al termine del campionato 1967-1968. Dopo un altro primo posto e dopo lo spareggio perso con la Bagnarese (capolista del girone B), a causa del sorteggio sfavorevole dopo una vittoria per parte nel doppio confronto, il Castrovillari venne comunque ammesso al successivo campionato di Serie D.
Dopo lunga militanza in Serie D / Interregionale, nella stagione 1993-94 il Castrovillari, sotto la presidenza di Agostino Caligiuri, fu promosso in serie C2 vincendo il girone I del CND davanti a due squadre che all'epoca vantavano precedenti in serie A, il Catania e il Messina.
La stagione 1994-95 fu la prima di sette consecutive tra i professionisti di C2, periodo che vide il suo culmine nel sesto posto finale nel campionato 1995-96.

Pasquale Apa in allenamento con il Castrovillari

L'estate del 1997 è caratterizzata da una campagna-acquisti che vede l'arrivo dalla Serie B di Luigi De Rosa e Luigi Marulla.
I Lupi del Pollino retrocedono in Serie D al termine della stagione 2000-01 arrivando all'ultimo posto del girone C con 27 punti totalizzati in 34 partite. Il campionato 2001-02 li vede partecipare al girone I di Serie D, in cui si piazzano al quinto posto dopo aver inseguito da vicino per tutto il girone d'andata la vincitrice Ragusa (ancora non erano previsti i play-off).
Nella stagione successiva 2002-2003 partecipa ancora al campionato di Serie D girone I realizzando 41 punti e, costretta a disputare i play-out, raggiunge la salvezza dopo uno spareggio con il Delianuova. Nell'estate 2003 il Castrovillari cede il titolo sportivo al Cosenza, nel frattempo fallito. Una volta ricostituita la società, la squadra riparte dalla Promozione, e sotto la presidenza di Antonio Ioele riesce a scalare due categorie in due stagioni, tornando nel campionato di Serie D grazie al successo ottenuto nella stagione 2005-06 nella finale dei play-off contro la rappresentativa di Gragnano.
Nella stagione del ritorno in serie D 2006-07 il Castrovillari raggiunge il 6º posto mancando la zona play-off per un solo punto. Nel corso della stagione 2007-08 un cambio dei vertici societari vede l'arrivo del nuovo presidente Carlo Astorino. Il verdetto del campionato regala al Castrovillari la permanenza in serie D, grazie al successo nei play-out (1-1 in casa e 2-0 fuori) sulla Casertana. Dopo l'abbandono di Astorino la società è rilevata dall'imprenditore locale Mazzei.
La stagione 2008-09 si conclude con un 16º posto che porta il Castrovillari ai play-out. La squadra vince la finale contro la Puteolana.
Diversa la storia del campionato 2009-2010 che vede i Lupi del Pollino retrocedere in Eccellenza, al termine di una stagione tribolata dalle vicende societarie sfavorevoli.
Nell'agosto del 2010 viene costituita una nuova società da un gruppo di giovani imprenditori castrovillaresi; la squadra viene quindi iscritta al campionato di Eccellenza calabrese, nel quale milita fino al campionato 2015-2016, anno in cui conquista la promozione in Serie D. 
Nel 2016-2017 si posiziona al 16º posto finale nel campionato di Serie D e, in seguito alla sconfitta nello spareggio play out contro la Sarnese, retrocede nuovamente in Eccellenza.
Nella stagione 2017-2018 si classifica terza nel girone calabrese di Eccellenza e si qualifica, per la quarta volta nella sua storia, agli spareggi nazionali, grazie a cui raggiunge la promozione battendo in finale l’Agropoli. 
Al ritorno in Serie D 2018-2019, dopo un ottimo quinto posto finale, esce sconfitto al primo turno dei play off contro la Turris.
Nell’ultima stagione in Serie D 2019-2020, la squadra conclude anticipatamente la stagione per la pandemia Covid-19 al dodicesimo posto, salva.

## Strutture

### Stadio

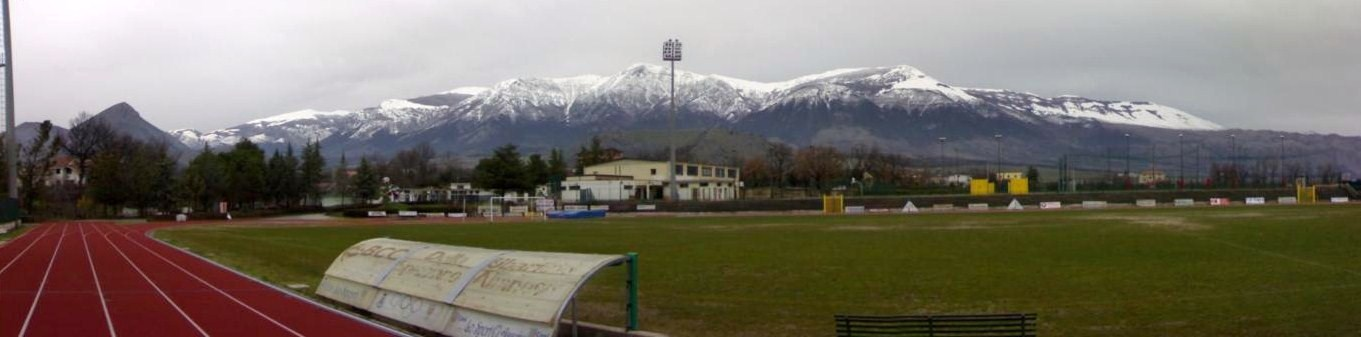
Panoramica del "Mimmo Rende" con il massiccio del Pollino sullo sfondo.

Il primo terreno adibito a campo da calcio in città fu ricavato nel 1920, in seguito all'abbattimento delle "Casermette", opere militari edificate nel 1912. Tale procedimento fu voluto dal Col. Felice Bruno Pellegrini - primo presidente dell'US Castrovillari - in modo da sopperire alla mancanza di terreni da gioco che comportava non poche difficoltà alle numerose società dedite al gioco del foot-ball sorte a Castrovillari nel primo dopoguerra.
Negli anni settanta fu edificato il nuovo stadio, inglobato in un ampio centro polisportivo. La capienza definitiva è di circa 4 000 spettatori. Il terreno, inizialmente in terra battuta, fu convertito in erba negli anni novanta. Nello stesso periodo l'impianto fu intitolato a Mimmo Rende, storico dirigente della compagine calabrese.

### Centro di allenamento
Il Castrovillari svolge le proprie sedute di allenamento sul terreno dello stadio Mimmo Rende.

## Società

### Organigramma societario
Di seguito l'organigramma della società, rinnovato nel 2020.
- Andrea Vena- Presidente

- David Ferdinand Ployer - Vice presidente
- Luciana Caiazzo- Dirigente
- Hanna Carolina Holguin Ponce - Dirigente
- Maurizio Ferraro- Direttore Generale
- Antonio Palermo- Direttore sportivo
- Raffaele Aloise- Segretario
- Arben Dybeli  - Dirigente
- Francesco Caporale - Dirigente
- Michele Provenzale- Dirigente
- Pasquale Giannieri - Dirigente

### Sponsor
Di seguito la cronologia parziale degli sponsor tecnici e commerciali:
| Cronologia degli sponsor tecnici - fino al 1983 ... - 1983-1985 nr - 1985-1991 ... - 1991-1992 Lotto - 1992-1993 ... - 1993-1997 Asics - 1997-1999 Galex - 1999-2001 ... - 2001-2002 Royal - 2002-2006 ... - 2006-2007 Sport Point - 2007-2013 ... - 2013-2014 Evol - 2014-2015 Sportika - 2015- Evol | Cronologia degli sponsor ufficiali - fino al 1983 ... - 1983-1985 Femotet - 1985-1991 ... - 1991-1992 non presente - 1993-1996 Torre di Mezzo - 1996-1997 Città di Castrovillari - 1997-1998 Parco nazionale del Pollino - 1998-1999 Femotet - 1999-2004 ... - 2004-2005 Città di Castrovillari - 2005-2006 ... - 2006-2007 Gas Pollino - 2007-2008 ... - 2008-2009 Provincia di Cosenza - 2009-2013 ... - 2013-2015 non presente - 2015-2017 Città di Castrovillari - 2017-2018 Di Dieco, Città di Castrovillari - 2018-2019 Di Dieco - 2019-2020 Gas Pollino - 2020- Gas Pollino, Di Dieco group |

## Allenatori e presidenti
Di seguito la cronologia degli allenatori e dei presidenti dall'anno della fondazione fino a oggi.
- 1921-1939 ...
- 1939-1945 inattività dovuta a cause belliche.
- 1945-1950 ...
- 1950-1951  Pasquale Bonanni
- 1951-1953  Remo Frigerio
- 1953-1954  Giorda
- 1954-1955  Luciano Gisberti
- 1955-1957  Dario Gay
- 1957-1958  Mihály Vörös
- 1958-1962 ...
- 1962-1963  Dario Gay
- 1963-1964  Lajos Politzer
 Terzulli (da dicembre)
- 1964-1967 ...
- 1967-1970  Nicchi (all.-gioc.)
- 1970-1971  Mihály Vörös
 Romolo Marangoni
- 1971-1972  Dante Pagni
- 1972-1973  Francisco Lojacono
- 1973-1974  Catalano
 Succi
 Romolo Marangoni
- 1974-1975  Andreoli
 Romolo Marangoni
- 1975-1979 ...
- 1979-1980  Ubaldo Leonetti
- 1980-1983  Alberto Canetti
- 1983-1984  Fausto Silipo (all.-gioc.)
 Nuccio Vigliarolo
- 1984-1985  Marcello Pasquino
 Domenico Vacca
- 1985-1986  Domenico Vacca
- 1986-1987  Nuccio Vigliarolo
 Enrico Mazza
 Angelo Mammì
 Enzo Tedesco e  Dante Pagni
- 1987-1988  Dante Pagni
- 1988-1989  Palazzese
 Romolo Marangoni
- 1989-1991  Teobaldo Del Morgine
- 1991-1992  Franco Pavone
- 1992-1993  Antonio Mazzacua
 Audino Arabia
- 1993-1994  Angelo Carrano
- 1994-1995  Angelo Carrano
 Marcello Pasquino
- 1995-1996  Francesco Dellisanti
- 1996-1997  Leonardo Bitetto
 Francesco Gagliardi
- 1997-1998  Francesco Dellisanti
- 1998-1999  Vincenzo Patania
- 1999-2000  Marcello Pasquino
 Giuseppe Raffaele
- 2000-2001  Giuseppe Raffaele
 Enrico Mazza
 Giuseppe Sabadini
 Giuseppe Raffaele
- 2001-2002  Antonio Mazzacua
- 2002-2003 ...
- 2003-2005  Conversindo Perrone
- 2005-2006  Conversindo Perrone
 Franco Viola
- 2006-2007  Franco Viola
- 2007-2008  Tommaso Napoli
 Angelo Carrano
- 2008-2009  Franco Viola
- 2009-2010  Franco Germano
 Franco Viola (da ottobre)
 Giuseppe Galluzzo (da febbraio)
- 2010-2011  Carlo Cimicata
- 2011-2012  Carmine Pugliese
- 2012-2013  Graziano Nocera
- 2013-2014  Luigi De Rosa
- 2015-2016  Bruno Caligiuri (1ª-3ª)
 Franco Viola (4ª-30ª)[26]
- 2016-2017  Franco Viola (1ª-20ª)
 Gaetano Di Maria  (21ª-34ª e play-out)
- 2017-2018  Gigi Carnevale
 Francesco Ferraro
- 2018-2019  Francesco Ferraro (1ª-3ª)
 Salvatore Marra (4ª-38ª e play-off)
- 2019-2020  Salvatore Marra (1ª-8ª)
 Marco Colle (9ª)
 Salvatore Marra (10ª-26ª)
- 2020-2021  Ivan Franceschini (1ª-20ª)
 Nicola Terranova (21ª-34ª)
- 2021-2022  Marco Colle
- 2022-2023  Carmine Pugliese
 Tommaso Napoli
- 2023-2024  Marco Colle
 Emilio Riccio
 Andrea Tricarico
 Giuseppe Boncore
 Emilio Cavaliere
- 2024-2025  Emilio Cavaliere 
 Alfonso Caruso

- Alessandro Pellicori
- Eugenio Micieli

- 1921-1924  Bruno Pellegrini
- 1925-1927  Guido Lombardi
- 1927-1930  Alfredo Lagreca
- 1931-1933  Antonio Miraglia
- 1933-1934  Antonio De Biase (comm. straord.)
- 1935-1939  Francesco Galizia (comm.)
- 1939-1945 inattività dovuta a cause belliche.
- 1945-1946  Guido Lombardi
- 1946-1947  Francesco Galizia
- 1947-1948  Arnaldo Ameruso
- 1948-1949  Pasquale Cosentino
- 1949-1950  Piero Schettini
- 1950-1951  Fausto D'Atri
- 1951-1953  Aldo D'Atri
- 1953-1954  Pasquale Cosentino
- 1954-1955  Aldo D'Atri
- 1955-1956  Francesco Muraca
- 1956-1957  Francesco Galizia
- 1957-1958  Arcangelo Roseti
 Piero Schettini e  Francesco Galizia
- 1958-1959  Francesco Muraca
- 1959-1961  Aldo D'Atri
- 1961-1964  Francesco Laudadio
- 1964-1966  Nino Di Dieco
- 1967-1968  Francesco Laudadio
- 1968-1971  Giuseppe Stasi
- 1971-1973  Piero Schettini
- 1973-1974  Di Dieco,  Donato,  Oliva,  Paponetti e  Ponticelli (pentarchia)
- 1974-1975  Antonio De Santis ed  Ennio Oliva
- 1975-1977  Enzo Piragine
- 1977-1983  Nino Di Dieco
- 1983-1984  Nino Di Dieco e  Pietro Cerchiara
- 1984-1987  Nino Di Dieco
- 1987-1989  Pietro Cerchiara
- 1989-2001  Agostino Caligiuri
- 2001-2002  Kelly Di Dieco
- 2002-2003  Antonio Di Dieco
- 2003-2007  Antonio Ioele
- 2007-2008  Carlo Astorino
- 2008-2010  Domenico Mazzei
- 2010-2011  Alessandro Di Dieco
- 2011-2012  Alessandro Di Dieco
 Nicola Mazzuca (da febbraio)[27]
- 2012-2013  Nicola Mazzuca
 Franco Cappuccio (comm. straord.) (da dicembre)
 Alessandro Di Dieco
- 2013-2014  Alessandro Di Dieco
- 2014-2015  Franco Cappuccio (comm. straord.)
 Domenico Mazzei (comm. straord.) (da giugno)[28]
- 2015-2016  Giuseppe Agostini[29]
- 2016-2017  Giuseppe Agostini
 Giuseppe Agostini e  Alessandro Di Dieco (da dicembre)[30]
- 2017-2019  Giuseppe Agostini e  Alessandro Di Dieco
- 2019-2023  Giuseppe Agostini
- 2023-2024  Nicola Mazzuca
- 2024  Dybeli Arben
- 2024 Hanna Carolina Ponce Holguin
- 2025-  Gabriele Francesco Iazzolino

## Palmarès

### Competizioni interregionali
- Campionato Nazionale Dilettanti: 1

1993-1994 (girone I)

### Competizioni regionali
- Prima Divisione: 1

1948-1949 (girone A)
- Promozione: 5

1956-1957 (girone unico), 1990-1991 (girone A), 2004-2005 (girone A)
- Prima Categoria: 5

1964-1965 (girone A), 1967-1968 (girone A), 1979-1980 (girone A)

### Onorificenze
- Stella di bronzo al merito sportivo

1981-1982

### Altri piazzamenti
- Campionato Interregionale:

secondo posto: 1991-1992 (girone L)
- Campionato Nazionale Dilettanti:

terzo posto: 1992-1993 (girone I)
- Prima Divisione:

secondo posto: 1947-1948 (girone A), 1949-1950 (girone A)
terzo posto: 1950-1951 (girone A), 1951-1952 (girone A)
- Promozione:

secondo posto: 1955-1956 (girone unico)
- Prima Categoria:

secondo posto: 1963-1964 (girone A)
- Eccellenza:

secondo posto: 2005-2006, 2013-2014, 2015-2016
terzo posto: 2017-2018
- Coppa Italia Dilettanti:

Semifinalista: 1990-1991

## Statistiche e record

### Partecipazione ai campionati
Nazionali
| Livello | Categoria                           | Partecipazioni | Debutto   | Ultima stagione | Totale |
| ------- | ----------------------------------- | -------------- | --------- | --------------- | ------ |
| 4º      | Campionato Interregionale           | 1              | 1958-1959 | 1958-1959       | 23     |
| 4º      | Serie D                             | 15             | 1968-1969 | 2023-2024       | 23     |
| 4º      | Serie C2                            | 7              | 1994-1995 | 2000-2001       | 23     |
| 5º      | Campionato Interregionale - 2ª Cat. | 1              | 1957-1958 | 1957-1958       | 18     |
| 5º      | Campionato Interregionale           | 9              | 1981-1982 | 1991-1992       | 18     |
| 5º      | Campionato Nazionale Dilettanti     | 2              | 1992-1993 | 1993-1994       | 18     |
| 5º      | Serie D                             | 6              | 2001-2002 | 2009-2010       | 18     |

Regionali
| Livello | Categoria       | Partecipazioni | Debutto   | Ultima stagione | Totale |
| ------- | --------------- | -------------- | --------- | --------------- | ------ |
| I       | Prima Divisione | 7              | 1945-1946 | 1951-1952       | 34     |
| I       | Promozione      | 10             | 1952-1953 | 1990-1991       | 34     |
| I       | Prima Categoria | 9              | 1959-1960 | 1967-1968       | 34     |
| I       | Eccellenza      | 8              | 2005-2006 | 2017-2018       | 34     |
| II      | Prima Categoria | 3              | 1977-1978 | 1979-1980       | 5      |
| II      | Promozione      | 2              | 2003-2004 | 2004-2005       | 5      |

### Partecipazione alle coppe
| Competizione                    | Partecipazioni | Debutto   | Ultima stagione | Totale |
| ------------------------------- | -------------- | --------- | --------------- | ------ |
| Coppa Italia Semiprofessionisti | 1              | 1973-1974 | 1973-1974       | 8      |
| Coppa Italia Serie C            | 7              | 1994-1995 | 2000-2001       | 8      |
| Coppa Italia Serie D            | 9              | 2001-2002 | 2019-2020       | 9      |
| Poule scudetto                  | 1              | 1993-1994 | 1993-1994       | 1      |
| Coppa Italia Dilettanti         | 3              | 1975-1976 | 1980-1981       | 3      |

## Tifoseria

### Storia
La tifoseria dei lupi del Pollino è notoriamente conosciuta come una fra le più calde della Calabria. Il movimento ultras arrivò a Castrovillari alla fine degli anni settanta col Commando Ultrà Corso Calabria. Il gruppo si sciolse nel 1986 in seguito a scontri e incidenti in occasione di una partita contro il Rende. Nell'ottobre del 1988 vennero fondati i gruppi delle Teste matte e degli Ultras Castro. Storicamente, i gruppi organizzati prendevano posto nel settore gradinata. Altri cartelli storici al seguito della compagine rossonera furono i Veterani, gli Arditi e i Tipi loschi, identificati da una matrice politica tipicamente destrosa.
Al 2018, i gruppi ultras attivi sono le Teste matte Original fans 1988, gli Old Busted (che seguono la partita dal settore curva sud), gli U.C. 11 (gruppo nato nel 2011, che prende posto in gradinata o nella tribuna coperta a seconda delle circostanze) e il gruppo femminile Donne al seguito.
Il Castrovillari può attingere anche da un bacino d'utenza composto dai centri del comprensorio, in particolare Civita, Frascineto, Morano Calabro, Saracena e Cassano all'Ionio.

### Gemellaggi e rivalità
La tifoseria calabrese sostiene dei rapporti di amicizia con la tifoseria dell'Ebolitana e con la curva nord dell'Acireale. In passato ci fu un rapporto d'amicizia con la tifoseria corregionale del Catanzaro; i rapporti successivamente si incrinarono in seguito agli sfottò della tifoseria catanzarese nei confronti di Luigi Marulla, calciatore simbolo del sodalizio rossonero e del Cosenza, storica rivale dei catanzaresi.
Le principali rivalità sono direttamente collegate alla maggiori piazze della Provincia, in particolare Cosenza, Rende, Rossanese, Trebisacce e soprattutto Acri; rivalità quest'ultima caratterizzata da scontri e incidenti che hanno portato anche all'emissione di numerosi Daspo. Sempre nei confini regionali, si segnala anche la forte rivalità con i tifosi della Vibonese.
A livello nazionale sono pessimi invece i rapporti con la tifoseria della Battipagliese.